# Шлегель, Людвиг Леопольдович
Людвиг Леопольдович Шлегель (1807—1866) — генерал-майор, шачальник штаба 2-й кавалерийской дивизии, Харьковский губернский воинский начальник.

## Биография
Родился в 1807 году.
Образование получил в офицерском училище при 1-й армии и 16 апреля 1829 года был принят прапорщиком Полоцкий пехотный полк. В рядах этого полка он в 1831 году принимал участие в кампании против восставших поляков и был награждён орденом св. Анны 4-й степени и польским знаком отличия за военное достоинство (Virtuti Militari) 4-й степени.
В 1833 году Шлегель, в чине поручика, был принят в Николаевскую военную академию, из которой выпущен в 1835 году и в следующем году зачислен в Генеральный штаб. В 1839 году он, будучи в чине штабс-капитана, был командирован на Кавказ, где принимал участие в походах против горцев.
В 1849 году Шлегель находился в Венгерском походе, за отличие в сражении при Мишкольце был произведён в подполковники.
В 1855 году получил чин полковника и в 1860 году назначен начальником штаба 2-й кавалерийской дивизии.
27 марта 1866 года Шлегель был произведён в генерал-майоры с назначением Харьковским губернским воинским начальником.
Скончался 11 октября 1866 года.

## Награды
Среди прочих наград Шлегель имел ордена:
- Орден Святой Анны 4-й степени «За храбрость» (1831 год)
- Польский знак отличия за военное достоинство (Virtuti Militari) 4-й степени (1831 год)
- Орден Святой Анны 2-й степени (1847 год, императорская корона к этому ордену пожалована в 1852 году)
- Орден Святого Георгия 4-й степени (26 ноября 1855 года, за беспорочную выслугу 25 лет в офицерских чинах, № 9745 по кавалерскому списку Григоровича — Степанова)
- Орден Святого Станислава 2-й степени с императорской короной (1857 год)
- Орден Святого Владимира 3-й степени (1860 год)

## Семья
Род внесен в 6 часть Дворянской родословной книги, упоминается с 1737 года.
- Отец: Леопольд Шлегель — архитектор 2-й Русской армии. Награждён-бриллиантовый перстень, орден-Анны 3-й степени
- Его брат Фердинанд также окончил Военную академию, скончался в 1839 году в чине капитана.

- Жена — Прасковья Яковлевна (Повало-Швейковская)
- Сыновья Л. Л. Шлегеля:
  - Яков — выпускник Александровского военного училища(1867) юнкером в 43-й пехотный Охотский

полк
- - Вячеслав - полковник, 2-й Оренбургский кадетский корпус
  - Владимир — генерал-майор, участник Первой мировой войны и Гражданской войны в России.
  - Александр, Юлиан — были подполковниками.